# Clusone

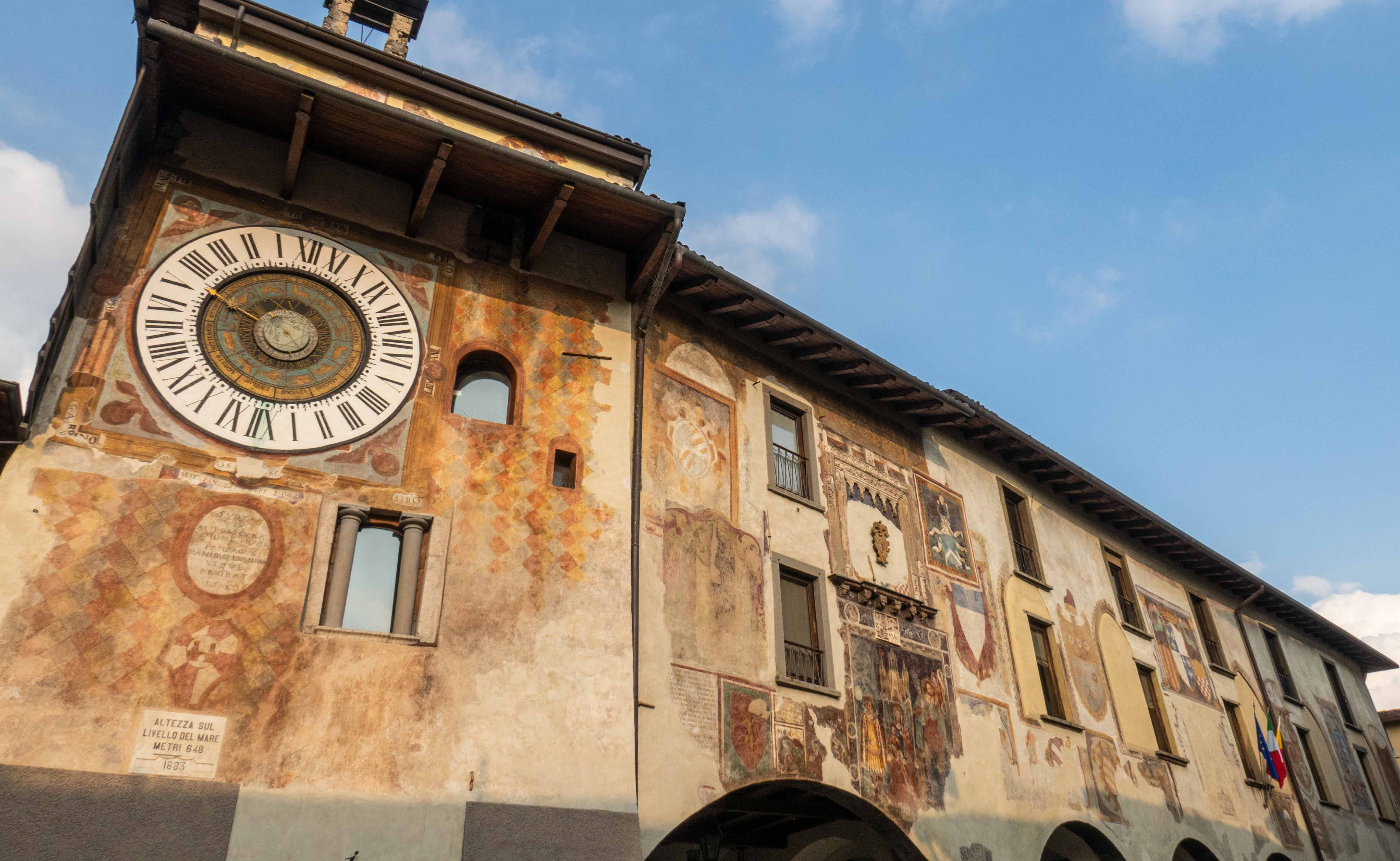
Clusone - Orologio Fanzago

Clusone ([kluˈzoːne]; Clüsù [klyˈz̠ʊ] in dialetto bergamasco) è un comune italiano di 8 571 abitanti della provincia di Bergamo in Lombardia.
Situato nella val Seriana superiore, sulla sinistra orografica del fiume Serio, dista circa 35 chilometri a nord-est dal capoluogo orobico. Clusone è il capoluogo della Comunità montana della Valle Seriana. Fa parte del comune anche la frazione Fiorine.

## Geografia fisica

### Territorio

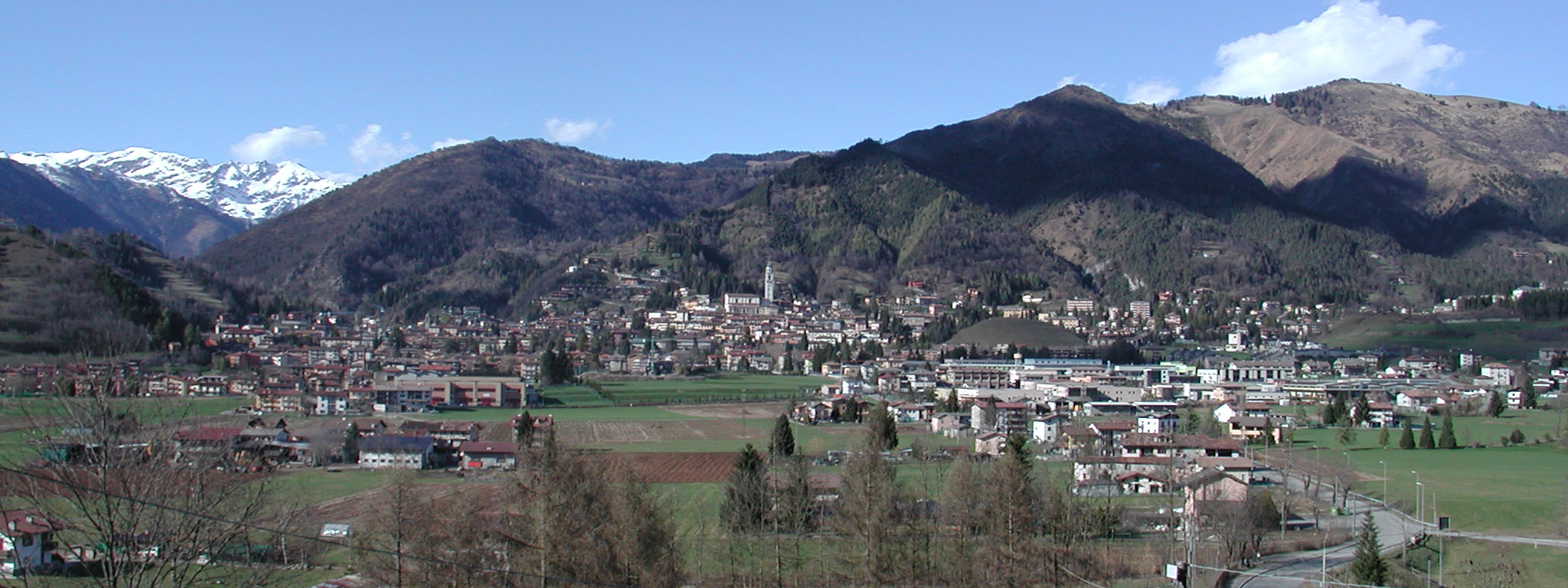
Vista su Clusone

Il territorio comunale di Clusone si estende sul lato sinistro della val Seriana, presso l'altopiano che prende il nome dal paese stesso, ad un'altezza che va dai circa 480 m s.l.m. del fondovalle, fino ai 1.636 del pizzo Formico. Nonostante sia universalmente considerato parte integrante della val Seriana, dal punto di vista orografico parte dell'altopiano, di origine glaciale, appartiene alla val Borlezza, che sfocia nel lago di Iseo e ricade quindi nel bacino dell'Oglio.
I limiti amministrativi sono in gran parte facilmente identificabili, in quanto coincidenti con confini naturali. Difatti ad ovest la delimitazione è data dal corso del fiume Serio, in quella che è la parte più bassa dal punto altimetrico del territorio comunale, che suddivide le competenze con il finitimo Parre. I confini quindi si addentrano nella pineta fino a risalire le pendici dei monti Cucco (771 m s.l.m.) e Sapèl Né (844 m), piccole propaggini che delimitano il paese da Piario, per ridiscendere fino a giungere nei pressi della Madonna della Senda, posta presso la Senda, la storica via di collegamento che collega longitudinalmente i paesi del lato sinistro della valle Seriana da Ardesio a Clusone.

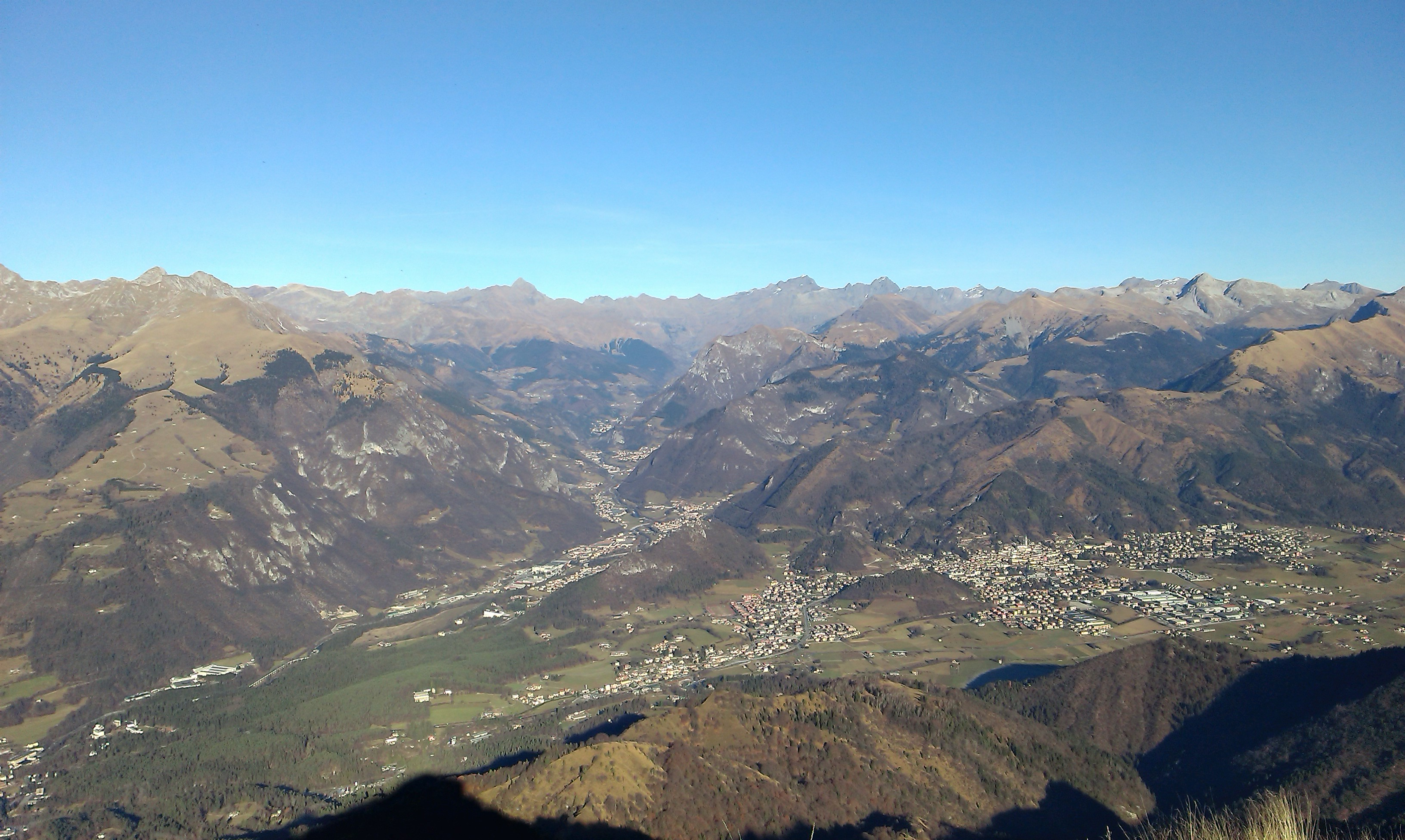
Vista dal pizzo Formico della valle Seriana, sulla sinistra, e dell'altopiano di Clusone, sulla destra

A questo punto la delimitazione della municipalità con Villa d'Ogna è data dallo spartiacque con la parte più bassa della Valzurio, fino quasi alla località La Rasga, per raggiungere poi le ultime propaggini del monte Blum, parte più settentrionale del territorio clusonese. Il confine discende quindi nella parte più alta della val Bielone, per giungere sull'esteso altopiano. Questa zona, che è la porzione più orientale del territorio comunale e ricade nel bacino orografico della val Borlezza, è suddivisa con il vicino borgo di Rovetta.
La linea di confine prosegue toccando le località Birzem, Dosso Savoldelli e Dosso Cisi, fino a lambire la frazione San Lorenzo di Rovetta, per risalire infine lungo la val Gavazzo che conduce al crinale che delimita la conca del Farno. I confini rimangono in quota, proseguendo lungo lo spartiacque con la val Gandino, dalla Montagnina al Pizzo Formico, punto più alto del territorio comunale, dopo il quale si dirige verso il Corno Guazza (1.297 m s.l.m.) e ridiscendono verso il fondovalle lungo la piccola val Cabrosna, che conduce fino all'immissione con il Serio nei pressi di Ponte Selva.

### Idrografia
Per ciò che concerne l'idrografia, oltre al fiume Serio, numerosi sono i corsi d'acqua che attraversano il territorio comunale. Quello con la lunghezza maggiore è il torrente Bielone, che nasce tra i monti Crapet e Blum, scorre nella valle che ne porta il nome ed entra nel comune di Rovetta. Rientra nel territorio clusonese nei pressi della località San Francesco d'Assisi e attraversa l'altopiano da est ad ovest per poi gettarsi, nei pressi della località della Fiorine dopo un corso di più di sei chilometri, nel torrente della val Flash (detto anche Flex).
Quest'ultimo si compone di due rami che raccolgono le acque provenienti dalle pendici settentrionali della Montagnina e del pizzo Formico, scorre fino alla località Ponte Selva dove riceve le acque del torrente della val Cabrosna (chiamato anche torrente della valle d'Inferno, che scende dal Corno Guazza e con lunghezza meno di quattro chilometri), per gettarsi infine nel Serio da sinistra un corso di quasi sette chilometri.
Appartenente invece al bacino orografico della val Borlezza, e quindi del lago d'Iseo, è invece il torrente Gavazzo, che solca l'omonima valle posta nell'estremità orientale del comune e chiusa tra le pendici settentrionali della Montagnina e del monte Fogarolo. Dopo un corso di poco più di quattro chilometri, confluisce da destra nel Borlezza.

### Clima
Il clima di Clusone non è molto caldo: in inverno si possono toccare temperature fino ai -10 °C e in estate, che è fresca e ventilata, si arriva a massime di 30 °C.

## Origini del nome
L'origine del nome ha spesso visto gli storici confrontarsi in accesi dibattiti, senza però arrivare ad una teoria comune. La tesi più accreditata è quella che prenderebbe come riferimento la dicitura Clausonium, indicata in documenti medievali, che deriverebbe dal latino Clausus, ovvero un luogo chiuso, una zona circoscritta da monti.
Una seconda ipotesi, perorata dallo storico bergamasco Bortolo Belotti, prenderebbe spunto da manoscritti degli anni 830 e 837, in cui il borgo viene citato rispettivamente con Clisione e Clusione, attribuendo l'origine alla parola latina Ecclesia, a cui poi sarebbe stato aggiunto un suffisso accrescitivo.
Pochi riscontri parrebbe avere invece la teoria che vorrebbe accostare l'origine del nome di Clusone a quello di Clusane (località poco distante posta sulle rive del lago d'Iseo) e del fiume bresciano Chiese, giocando sull'assonanza tra i toponimi. Questi deriverebbero dal lemma mediterraneo Klava, indicante un deposito di detriti.

### Baradèllo
Gli abitanti di Clusone sono maggiormente conosciuti con il termine di baradèlli più che clusonesi, in particolare quelli abitanti il centro storico cittadino. L’origine di questo sostantivo non è facilmente individuabile, diverse potrebbero essere le motivazioni. L’origine potrebbe derivare dall'antico nome della località detta Pradello dove è posizionata la Torre dell’Orologio. Più facilmente il nome deriva dal Castel Baradello di Como dove Napoleone della Torre, che era stato signore di Bergamo e quindi anche di Clusone come di tutta la Val Seriana, morì. Il Torriani fu catturato da Visconti, rinchiuso e appeso in una gabbia di legno dove morì di inedia. Questo episodio dovrebbe esser giunto nella cittadina bergamasca che aveva la sua piazza principale abbellita con una torre, da qui l’assonanza alla torre del Baradello. La torre cittadina fu distrutta ma il toponimo rimase, e con orgoglio gli abitanti di Clusone continuano ad essere chiamati baradèlli.

## Storia

### Dalla preistoria al Medioevo

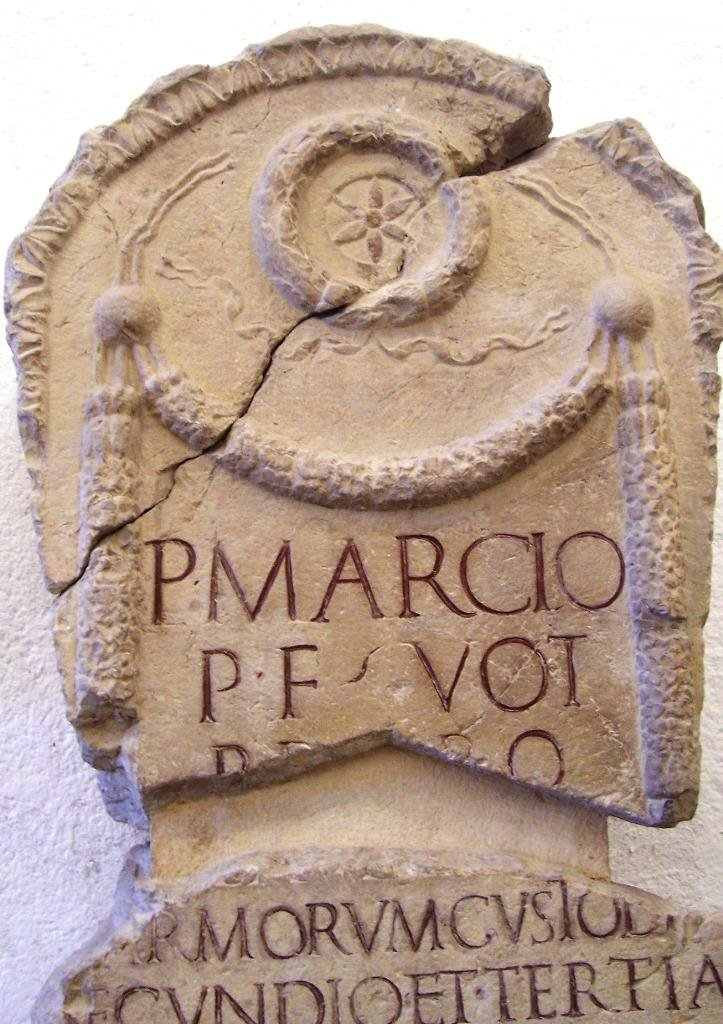
Stele di Clusone, ;

I primi insediamenti umani risalgono all'età del ferro (circa XII secolo a.C.), periodo in cui nella parte alta del centro abitato si svilupparono piccoli agglomerati, a margine dei quali cominciarono a trovare spazio le prime coltivazioni stanziali. Si trattava di popolazioni di origine ligure, dedite alla pastorizia, tra cui gli Orobi.
Ad essi, a partire dal V secolo a.C., si aggiunsero e integrarono le popolazioni di ceppo celtico, tra cui i Galli Cenomani.
A partire dal I secolo a.C. il territorio fu interessato dalla conquista dei romani che a livello amministrativo vi istituirono un vicus. Questo probabilmente era il centro del Pagus Saturnius, che raggruppava i centri della val di Scalve e della media ed alta val Seriana. L'importanza del borgo crebbe grazie allo sviluppo di attività quali agricoltura, allevamento, commercio del legname, ma soprattutto per via della scoperta, nelle zone limitrofe, di numerosi giacimenti minerari di ferro, piombo, zinco e argento. Questo portò alla costruzione di importanti vie di comunicazione con la val di Scalve, sede delle principali miniere, e con la zona del lago d'Iseo attraverso la valle Larna (val Borlezza) per il commercio dei materiali. A testimonianza resta la lapide riportante il nome di Publio Marcio Probo, forse sovrintendente ai vari opifici del territorio.
A dimostrazione dell'importanza raggiunta nel circondario, il centro abitato si dotò di un fortilizio, che permise di garantire protezione agli abitanti. La piccola comunità, che in quel tempo poteva essere considerata amministrativamente autonoma, era composta da persone legate tra loro da vincoli di sangue e interessi comuni, con le popolazioni di ceppo romano che lentamente si integrarono alle popolazioni celtiche.
Al termine della dominazione romana vi fu un periodo di decadenza e abbandono del centro abitato, con la popolazione che sovente era costretta a cercare riparo sulle alture circostanti al fine di difendersi dalle scorrerie perpetrate dalle orde barbariche. La situazione ritornò a stabilizzarsi con l'arrivo dei Longobardi, popolazione che a partire dal VI secolo si radicò notevolmente sul territorio, influenzando a lungo gli usi degli abitanti: si consideri infatti che il diritto longobardo rimase de facto attivo nelle consuetudini della popolazione fino alla sua abolizione, avvenuta soltanto al termine del XV secolo.

### Il Medioevo

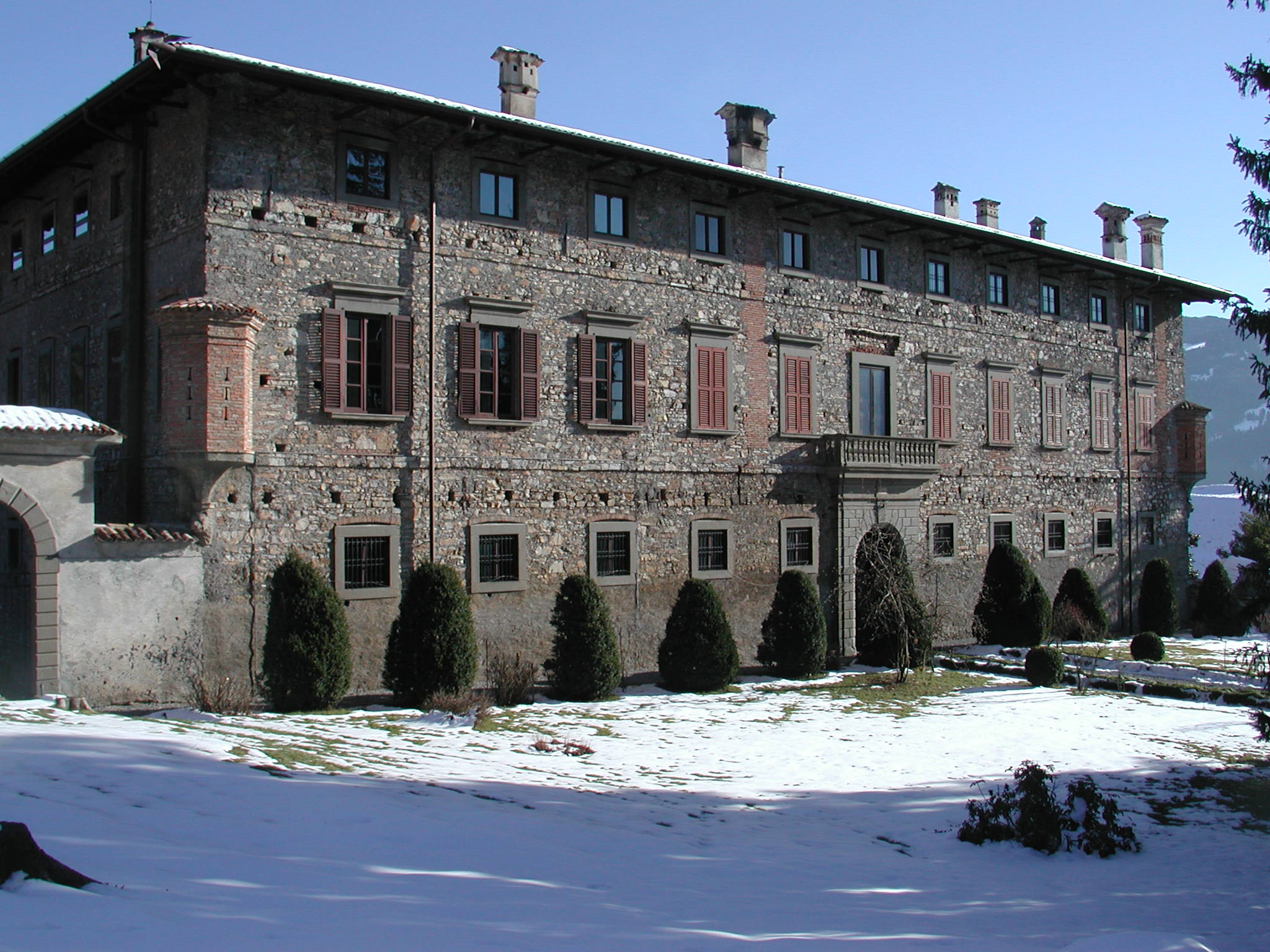
Palazzo Fogaccia

Con l'arrivo dei Franchi, avvenuto verso la fine dell'VIII secolo il territorio venne sottoposto al sistema feudale, con il paese che inizialmente venne assegnato, al pari di gran parte della valle, ai monaci del monastero di San Martino de Tours. Ed è a questo evento a cui si riferisce il primo documento scritto che attesta l'esistenza del paese: è il 17 agosto 774 quando, in un atto rogato redatto a Pavia, l'imperatore Carlo Magno dona ai suddetti religiosi il nucleo della rocca e le abitazioni da esso dipendenti. Il 30 luglio 1026 il paese venne infeudato al vescovo di Bergamo Ambrogio II della famiglia Martinengo, grazie a permute di terreni, donazioni e investiture.
Con il passare degli anni al potere vescovile si affiancò quello di alcune famiglie della zona, che cominciarono ad entrare in contrapposizione tra loro. Fu così che, verso il termine dell'XI secolo, il vescovo Arnolfo obbligò alcuni componenti della nobile famiglia dei Martinengo a rinunciare ai propri possedimenti.
Tuttavia tra la popolazione cresceva sempre più il desiderio di emanciparsi dal potere vescovile e feudale, al fine di poter decidere in autonomia la gestione del territorio, finché al termine del XII secolo furono concesse numerose autonomie che permisero la creazione del comune di Clusone, attestato ufficialmente per la prima volta in un documento del 1182.
L'istituzione comunale era retta dagli appartenenti alla classe dei proprietari terrieri e alla classe mercantile, che poterono gestire più o meno direttamente i beni comunali, affittando pascoli e facendo pagare dazi. Dopo aver redatto il primo statuto comunale verso la metà del XIII secolo, Clusone venne inserito nella circoscrizione denominata "Facta di san Lorenzo" con un territorio che includeva anche i piccoli centri di Rovetta, Villa, Ogna, Piario, Nasolino e Valzurio, come indicato negli statuti della città di Bergamo del XIV e XV secolo.

Circondario di Clusone

Tuttavia in quegli anni cominciarono a verificarsi attriti tra gli abitanti, divisi tra guelfi e ghibellini, che raggiunsero livelli di recrudescenza inauditi. Le cronache del tempo raccontano di numerosi episodi tragici in tutta la provincia di Bergamo, che venne dilaniata da questa sanguinosa faida. Clusone si schierò apertamente con la fazione guelfa, tanto che alcuni suoi abitanti, unitamente a guelfi di altri paesi della val Seriana, sono citati dalle cronache in scorribande perpetrate nei confronti di altri borghi della zona appartenenti alla parte avversa. L'evento più cruento si svolse l'11 maggio 1379, quando esponenti della fazione ghibellina furono a lungo assediati nel castello di San Lorenzo presso Rovetta. Conseguentemente la rocca di origine romana si sviluppò notevolmente, tanto da assumere la fisionomia di un vero e proprio castello, con mura e torri a scopo difensivo.
Tra la fine del XIV secolo e l'inizio del XV, contestualmente al passaggio della provincia di Bergamo ai Visconti, Clusone, fu scelta come sede della vicaria della valle Seriana superiore, organo che di fatto poteva essere considerato svincolato dall'influenza della città di Bergamo.
In quel periodo si trasferì a Clusone un ramo della nobile famiglia milanese Aliprandi, che assunse il cognome Fanzago (con un ramo della stessa nel XV secolo modificò in Cartolari), che ebbe tra i propri esponenti scultori ed architetti che diedero lustro alla cittadina, quali Pietro e Cosimo, prendendo la propria residenza nell'omonimo palazzo.
Nel tardo medioevo si verificarono importanti innovazioni tecnologiche, che diedero positivi risvolti anche in ambito economico. Sfruttando la vicinanza delle miniere e la ricchezza d'acqua di cui disponeva il territorio, lungo il corso del torrente Ogna (in quel tempo ricadente nel territorio clusonese) vennero introdotte alcune fucine che permisero la lavorazione di metalli, dai quali si ottenevano sia utensili e attrezzi, ma soprattutto chiodi. Inoltre la forza motrice dell'acqua dello stesso torrente permise la creazione di alcune cartiere, la cui carta prodotta era ritenuta di buona qualità.
Anche l'agricoltura e la pastorizia fecero enormi passi, permettendo la produzione e la lavorazione di un tipo di tessuto utilizzato dagli eserciti, in quanto caldo e molto robusto, denominato panno grosso bergamasco.

### La Serenissima

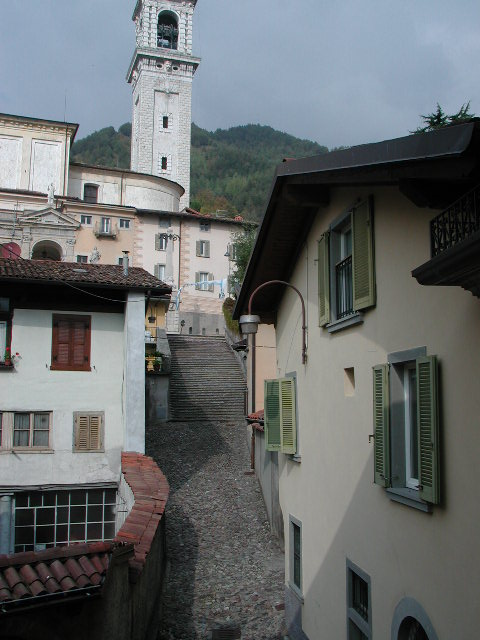
Le vie del centro storico che conducono alla basilica di Santa Maria Assunta

La positiva condizione commerciale e produttiva ricevette un ulteriore impulso quando, nella prima metà del XV secolo, si verificò il passaggio dell'intera zona alla Repubblica di Venezia, avvenuto nel 1427 dopo un'espressa richiesta di Bergamo e delle sue valli, e ratificato dalla Pace di Ferrara del 1428. La Serenissima garantì una diminuzione della pressione fiscale e offrì maggiore autonomia, dando inizio ad un periodo contrassegnato da tranquillità sociale in cui l'intera zona continuò a prosperare.
A livello istituzionale, la gestione del potere era divisa tra i consoli, l'arengo, il consiglio di credenza e il consiglio di congrega. Il potere di esazione dei tributi comunali, del controllo delle proprietà nonché di rappresentanza nelle istituzioni della valle era esercitato da cinque consoli (tre per Clusone ed uno ciascuno per Oltressenda e Rovetta), mentre gran parte della gestione del territorio ed il controllo dell'operato degli altri organi spettava all'Arengo, assemblea permanente dei capi famiglia, che eleggeva il "Consiglio di Credenza". Quest'ultimo, composto da 34 "credendari" (o credenzieri), aveva finalità elettive: doveva infatti eleggere i 6 consiglieri di valle, che rappresentavano il comune di Clusone nel consiglio della valle, i due "campari", che vigilavano sulle terre comunali, il "canepario" (gestore della contabilità), i fattori (che controllavano le finanze comunali), gli ufficiali alle vettovaglie, i compratori e i venditori di vino, e i "calcatores" (coloro che gestivano la viabilità di strade e sentieri).
Anche il podestà, massima espressione del circondario che aveva sede proprio a Clusone, poteva essere eletto soltanto previo l'avallo dell'arengo clusonese. Il 13 agosto 1546 le chiese cittadine furono visitate da Vittore Soranzo, vescovo di Bergamo, dalla cui relazione risulta la città come oppidum, castello, quindi da ritenersi che la località fosse fortificata.
Nel 1596, come indicato dalla relazione del comandante veneziano Giovanni Da Lezze, il paese aveva 3 564 abitanti e notevoli entrate finanziarie date dall'affitto di pascoli e di molini posti lungo il corso del torrente Ogna, ma anche dal fiorente commercio di lana e panni, di bovini ed equini e di prodotti agricoli.
Nel 1636 il territorio comunale subì una grande riduzione, in quanto Villa, Ogna, Piario, Nasolino e Valzurio, ovvero i borghi posti oltre la Senda, la storica strada di collegamento con Ardesio, ottennero la propria autonomia amministrativa, separandosi da Clusone e denominandosi Oltrascenda.

### Dalla dominazione francese ai giorni nostri

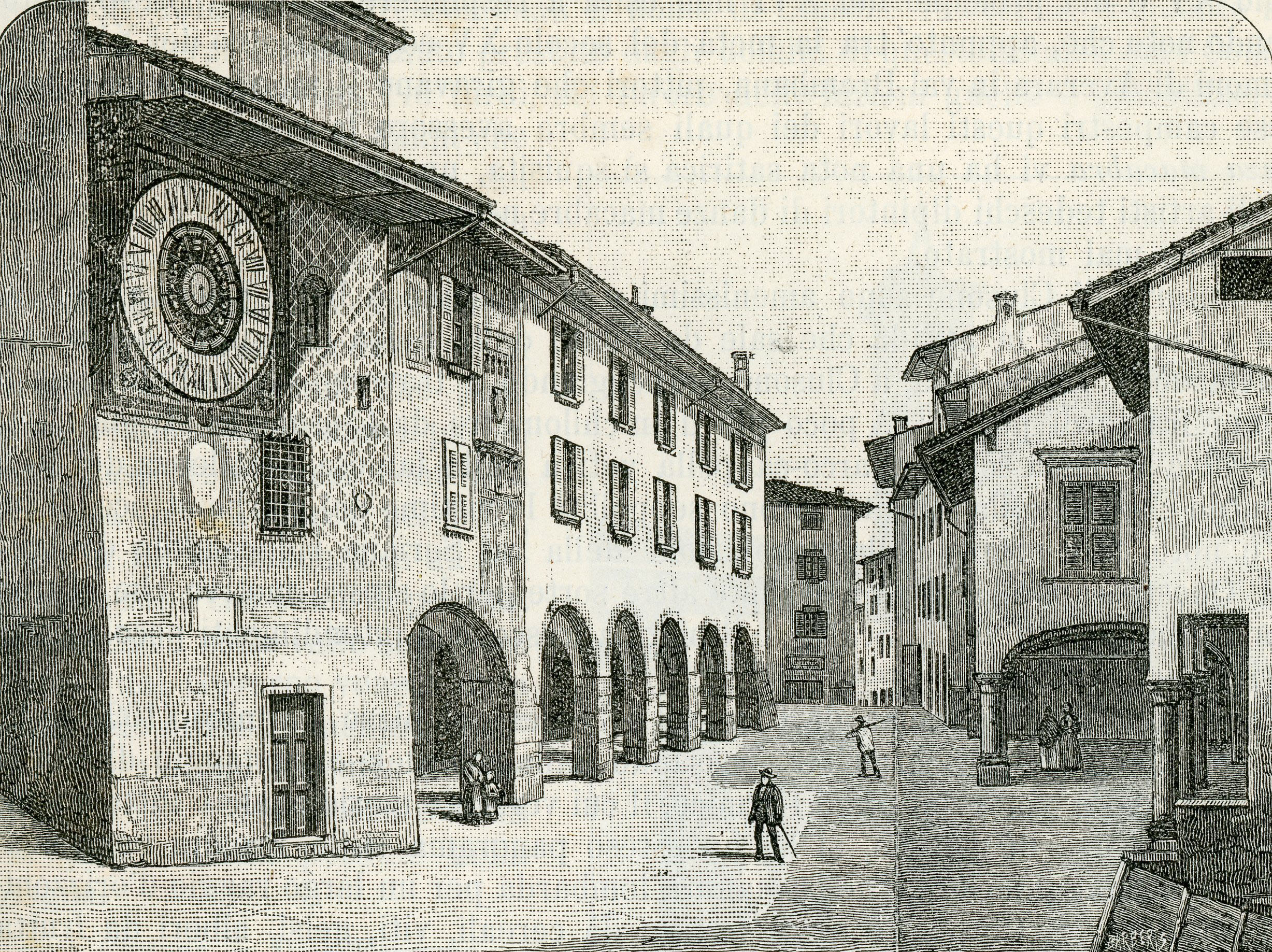
Palazzo municipale al termine del XIX secolo

Il potere della Repubblica di Venezia ebbe termine nel 1797, in seguito al trattato di Campoformio, quando venne sostituita dalla napoleonica Repubblica Cispadana. Grandi strati della popolazione, guidati da clero e borghesia, non accettarono le idee della rivoluzione di cui i francesi erano portatori, tanto da organizzare episodi di ribellione. Il più eclatante fu quello che vide l'abbattimento dell'albero della libertà, simbolo della rivoluzione stessa, che venne eretto nella piazza di fronte al palazzo comunale. La rivolta fu soffocata da una durissima repressione, che vide con numerosi arresti ed esecuzioni, tra cui quella dell'autore del gesto, tale Luigi Bana di Ardesio.
Il 12 novembre 1801 Clusone fu insignita del titolo di città, per la ricchezza di edifici che ricordano il suo fastoso passato, onorificenza riconfermata il 15 marzo del 1957 dalla Repubblica Italiana.
A livello amministrativo, nel 1809, nell'ambito di un'imponente opera di accorpamento dei piccoli centri ai più grandi, Clusone inglobò nei propri confini comunali i borghi di Oltressenda Alta (Nasolino e Valzurio), Oltressenda Bassa (Villa e Ogna), Rovetta e Piario. La macro-unione tra i borghi durò poco, dal momento che nel 1816, in occasione del nuovo cambio di governo che vide subentrare l'austriaco Regno Lombardo-Veneto alle istituzioni francesi, questi vennero nuovamente scissi.
Il periodo austriaco terminò nel 1861, in seguito all'unificazione del Regno d'Italia, sotto il quale Clusone divenne capoluogo dell'omonimo circondario della provincia di Bergamo.
Il XX secolo vide per la cittadina un periodo di crescente benessere, sviluppando, in sinergia con i paesi limitrofi, una spiccata propensione per il turismo.

### Simboli
Lo stemma comunale non è stato ancora ufficialmente concesso con decreto presidenziale.
Il gonfalone in uso è un drappo di verde su cui è disegnata una torre caricata dello stemma comunale e sormontata da una lista bifida centrata con la scritta Comunitas Clausonii.

## Monumenti e luoghi d'interesse
La città fino al XIX secolo era cinta da mura, e vi sono testimonianze documentali che in epoca più lontana fosse anche dotata di una rocca di cui rimane traccia per l'appunto in piazza della Rocca. Le strade della città sono disposte prevalentemente di costa rispetto al declivio su cui sorge.

### Architetture religiose

#### Basilica di Santa Maria Assunta

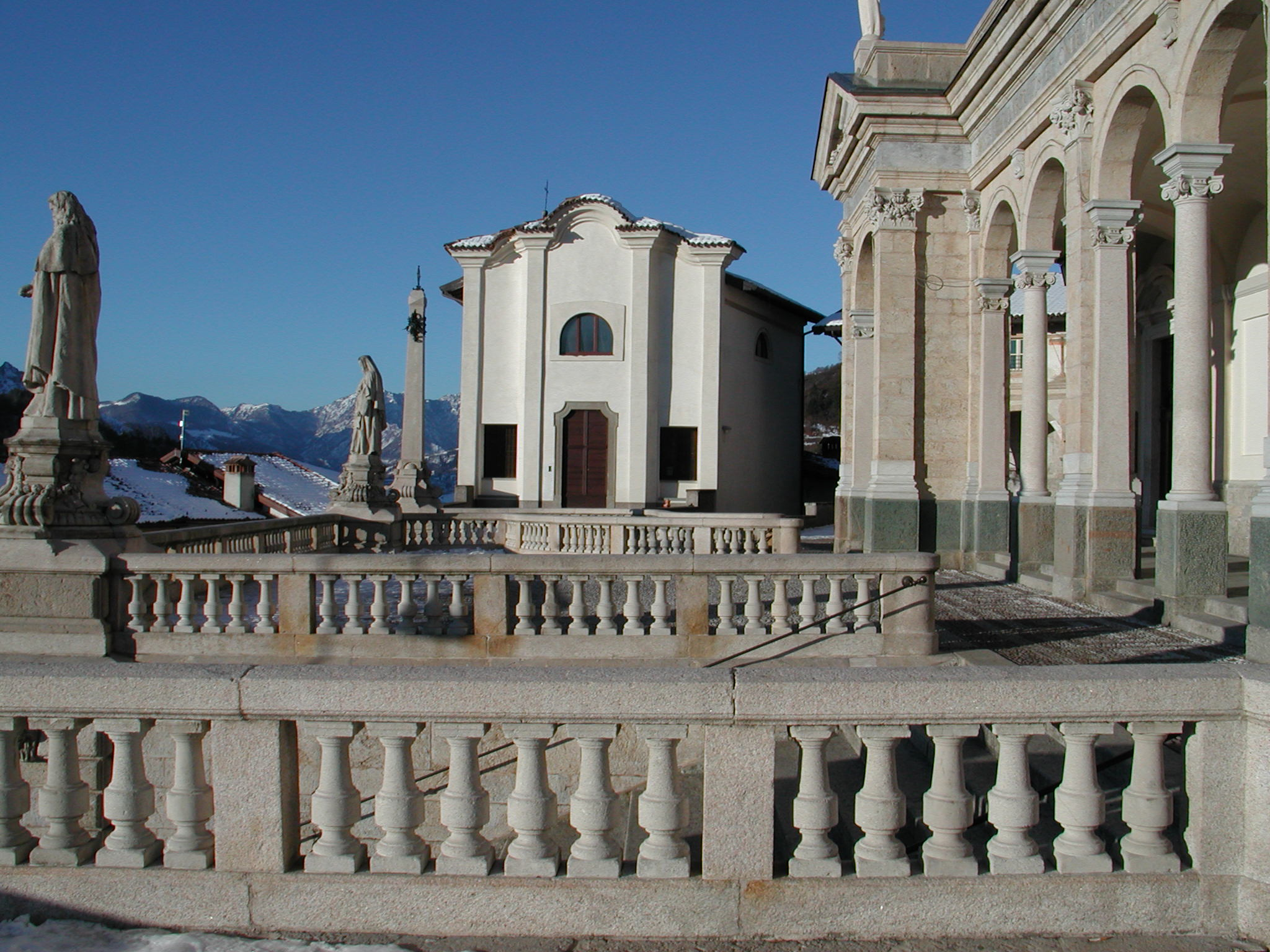
Basilica e oratorio

La basilica sorge in posizione dominante sull'abitato con il lato sud rivolto verso la città.
Dotata di un portico con archi e colonne che si affaccia su una scenografica scalinata, decorata da balaustre e dalle quattro grandi statue degli evangelisti, venne costruita su disegno di Giovanni Battista Quadrio, architetto della Fabbrica del Duomo di Milano, tra il 1688 e il 1698. Fu consacrata il 6 luglio 1711 ed elevata al rango di Basilica minore da papa Giovanni XXIII nel 1960. Nel 1887 venne realizzata la nuova pavimentazione in marmo nero.
L'interno è costituito da un'unica navata lungo la quale si aprono otto cappelle laterali delimitate da archi ribassati poggianti su colonne corinzie alte 8,30 metri ciascuna. La navata termina con una profonda abside semicircolare.
L'altare maggiore venne disegnato da Andrea Fantoni e fu eseguito dai Corbarelli di Brescia. Le tele delle medaglie, raffiguranti il Giudizio Universale, l'Incoronazione della Vergine, Angeli musicanti e Gesù nel Getsemani, così come le due tele in controfacciata, raffiguranti il Battesimo di Gesù (a sinistra) e la Predicazione del Battista (a destra) sono invece di Antonio Cifrondi.
Le cappelle laterali raccolgono pitture e sculture di pregio, mentre l'organo a canne collocato sulle due cantorie dell'abside, entro delle casse lignee con prospetto a tre campate e mostra di canne di Principale, è stato costruito nel 1960 dai fratelli Ruffatti e restaurato dagli stessi nel 1994.
La consolle, mobile indipendente, è situata nella navata, lungo la parete di sinistra, ha tre tastiere di 61 note ciascuna e una pedaliera concavo-radiale di 32 note. Lo strumento è a trasmissione elettronica e ha un totale di 65 registri.

#### Oratorio dei Disciplini

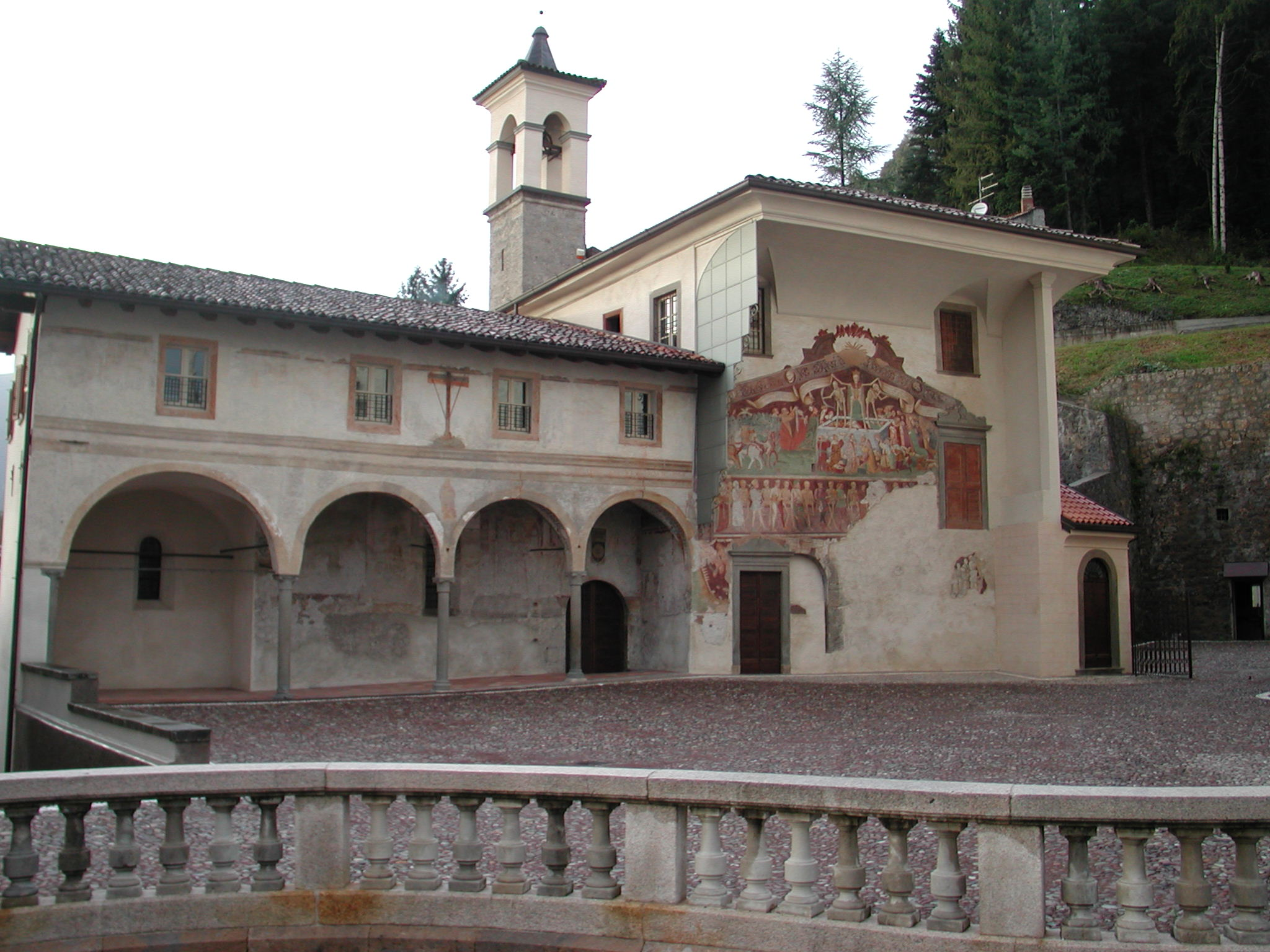
Oratorio dei Disciplini

L'oratorio, la cui costruzione risale al 1350, sorge di fronte alla basilica e presenta in facciata un affresco risalente al 1484-85, attribuito a Giacomo de Buschis, detto il Borlone, e alla sua bottega, che lavorarono anche al ciclo Storie di Gesù all'interno dell'oratorio. Le pitture sulla facciata son divise su tre registri, con in alto il Trionfo della Morte , nel registro intermedio una danza macabra di grande interesse, mentre su quello inferiore un Giudizio universale gravemente danneggiato. Infatti nel 1673 la confraternita dei Disciplini, contestualmente all'innalzamento del fabbricato, costruì una scala che permise l'accesso al piano superiore, che cancellò questa parte dell'affresco. Solo dopo la metà dell'800 con la costruzione di un'entrata laterale, la scala incriminata venne rimossa.
Numerosi furono i restauri, i primi nel 1902, ripetuti nel 1970 e nel 2000.

#### Oratorio di San Luigi Gonzaga
Ubicato sul lato ovest del sagrato della basilica, vi vengono depositati i troni intagliati e dorati usati nelle processioni della Madonna e dei Santi, e altre suppellettili sacre. Vi sono esposte la pala del S. Cuore di Ponziano Loverini, la grande tela del clusonese Lattanzio Querena che rappresenta La cacciata dei profanatori dal tempio del 1813, La Pentecoste di Domenico Carpinoni e la pala dell'altare della Vergine, san Luigi e san Francesco di Sales di Vincenzo Orelli.

#### Chiesa di Sant'Anna

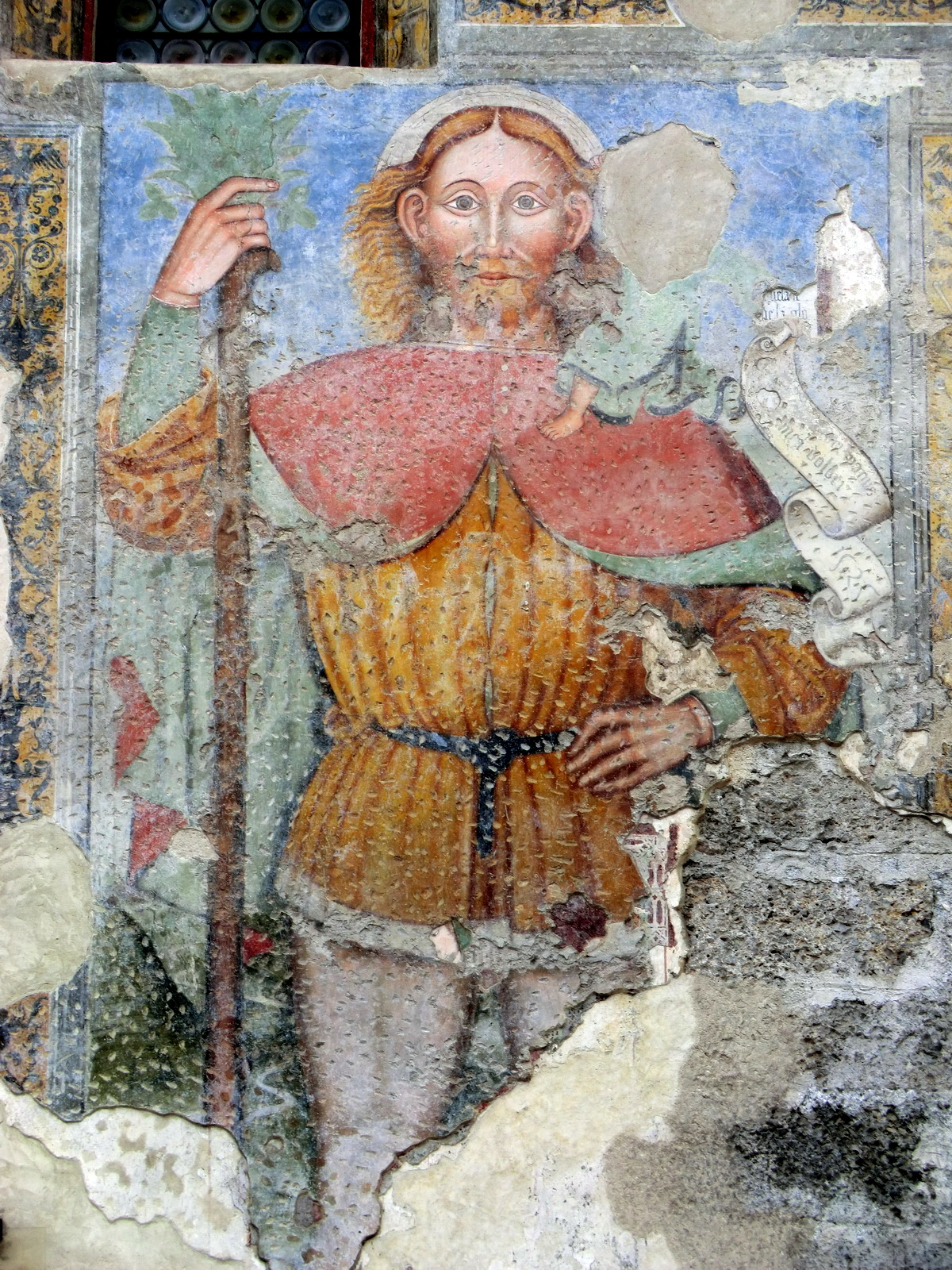
S. Cristoforo affresco sulla facciata della chiesa di S.Anna

Risalente al 1487 come parte integrante di un convento di terziarie francescane, del quale è visibile la struttura originale e il chiostro retrostante. La facciata esterna, molto disomogenea, ha un imponente affresco raffigurante san Cristoforo, protettore dei viandanti e numerosi altri affreschi del XVI secolo. Anche l'interno conserva numerosi affreschi testimonianti la devozione a san Rocco, molto viva nella zona.

#### Chiesa del Paradiso
La struttura venne edificata nel corso del XV secolo come parte integrante di un monastero. La sua prima costruzione fu in pietra, utilizzando la distruzione di fortilizi ghibellini e guelfi nel XV secolo presenti sul territorio; nel corso del 1500 venne poi ricostruito l'edificio attorno ad un affresco della Pietà a cui i clusonesi erano molto devoti. Un ulteriore ampliamento avvenne nel XVI e XVII secolo, epoca a cui risalgono le pitture e gli stucchi presenti all'interno.
Tra gli elementi artistici di maggior interesse vanno menzionati il novecentesco altare della Visitazione, opera di Virginio Muzio, gli altari laterali dell'Addolorata, del Crocefisso, di Santa Lucia, di San Giuseppe e della Concezione, nonché i dipinti dei pittori clusonesi come Domenico Carpinoni, Antonio Cifrondi, Giovanni Brighenti e Giovanni Trussardi Volpi.

#### Chiesa dei Santi Defendente e Rocco

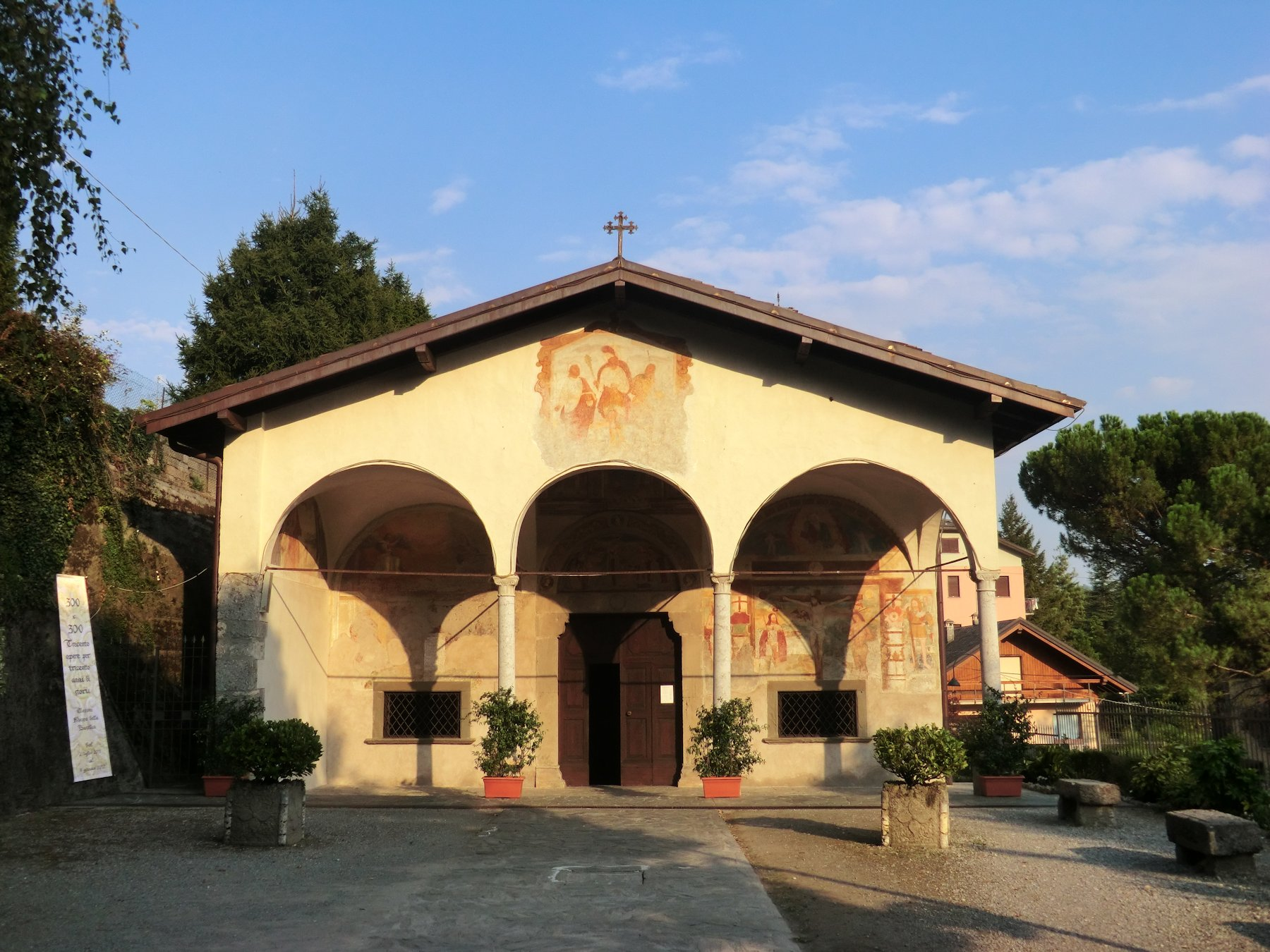
Oratorio di San Defendente

Eretta nel 1470 come segno di devozione durante una pestilenza, fu luogo di visita di San Carlo Borromeo nel settembre del 1575, il quale la descrive come Oratorio quasi campestre.
L'interno è costituito da una sola navata con arco di pietra che regge la trabeazione del soffitto; il presbiterio con voltino a spicchi poggianti su quattro mensole pure di pietra lavorata, ha nella sua parte centrale una medaglia di pietra con scolpito l'Agnello Pasquale.
Durante la peste del 1630, la chiesa e la sagrestia furono adibiti a residenza di due Padri riformati, venuti a Clusone per assistere gli appestati. In seguito alla legge del 23 aprile 1806 emanata dal Regno Italico, passò al demanio e fu usata come magazzino, subendo non pochi danni. Venne riscattata dai clusonesi il 2 gennaio 1895, il giorno proprio dedicato a san Defendente, da cui la devozione.
Gli affreschi ben testimoniano la devozione dei santi Rocco raffigurato ben 26 volte e Defendente venticinque, nonché varie Madonna col Bambino, Santa Lucia, San Martino da Tours e San Francesco da Paola, affrescati in epoche differenti a seconda dello spazio e della devozione, importante documento che racconta i gusti e le classificazioni sociali nel corso di due secoli.

#### Chiesa della Santissima Trinità
Costruita tra il 1590 e il 1595 e dedicata alla SS. Trinità.
Posta sulla sommità della collina morenica del "Crosio", da cui si gode di un bel panorama sulla città di Clusone, è circondata su tre lati da un porticato in pietra. Proprio questa sua posizione un poco discosta dall'abitato, durante la peste del 1630 che colpì in modo impietoso la valle, venne usata come luogo di quarantena per i soldati che facevano ritorno a casa.

#### Chiesa di San Lucio
Posta sul monte Pianone a 1027 m s.l.m., è sicuramente di costruzione antecedente il 1529, costruita dai mandriani che trascorrevano molti mesi sull'altopiano. Certa è una ristrutturazione durata dal 1600 al 1630, sicuramente per devozione votiva, documentata da una scritta sulla pala posta sull'abside, opera di Domenico Carpinoni.
Nel corso del XIX secolo la chiesa venne ampliata aggiungendo la sagrestia e la torre campanaria.

#### Chiesa di Santa Maria Maddalena e San Rocco
La chiesa si trova nella frazione Fiorine e venne costruita nel XVIII secolo; è chiamata anche chiesa dei Morti Nuovi, per la devozione ai morti della peste del 1630.

### Architetture civili

#### Palazzo comunale

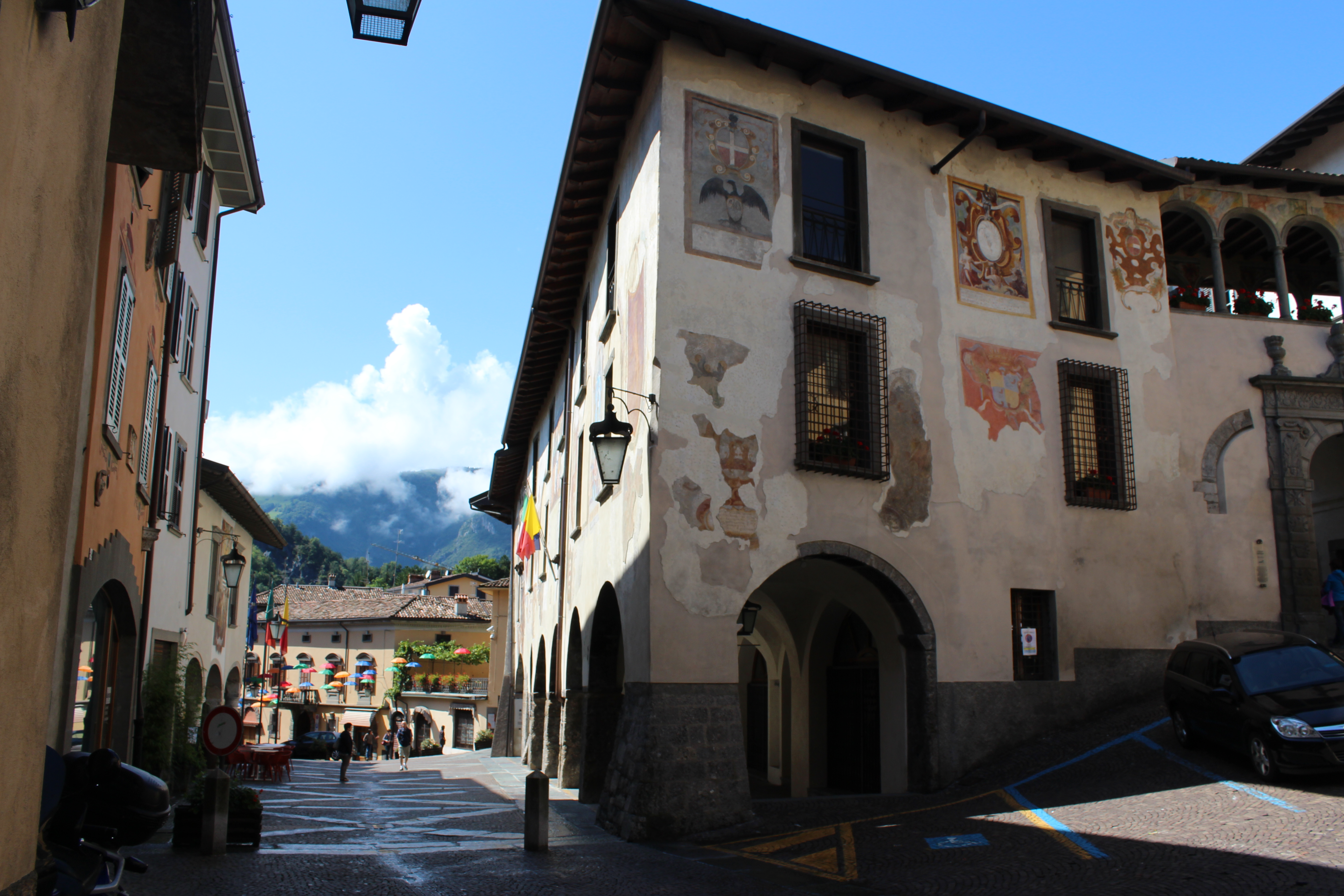
Palazzo Comunale

Struttura assurta a simbolo della cittadina, risale a un periodo compreso tra l'XI e il XII secolo ed era, più che palazzo di signori, l'ultimo baluardo difensivo del borgo clusonese. Un portale settecentesco sulla piazza S. Andrea è l'ingresso principale, mentre quello secondario in via Brasi porta attraverso un androne al piano superiore. La parte principale del palazzo si trova lungo Piazza dell'Orologio, dove al piano terra sei grandi arcate dell'XI secolo costituiscono il basamento originale dell'ala sud; nella parte superiore della facciata sono invece ben visibili affreschi, in tardo stile gotico, raffiguranti il blasone cittadino e aperture delle grandi finestre medioevali ad arco acuto, parzialmente rovinate, a testimonianza dei diversi ampliamenti e rifacimenti operati nel corso dei secoli.
Sull'ala nord due scaloni esterni portano al loggiato superiore tutto e agli ambienti sopra l'androne quasi completamente affrescato.
Sulla parete sud, vi si trova anche la Torre dell'orologio, con l'orologio opera di Pietro Fanzago che indica i movimenti degli astri, della terra, del sole e della luna, riportati con grande precisione.

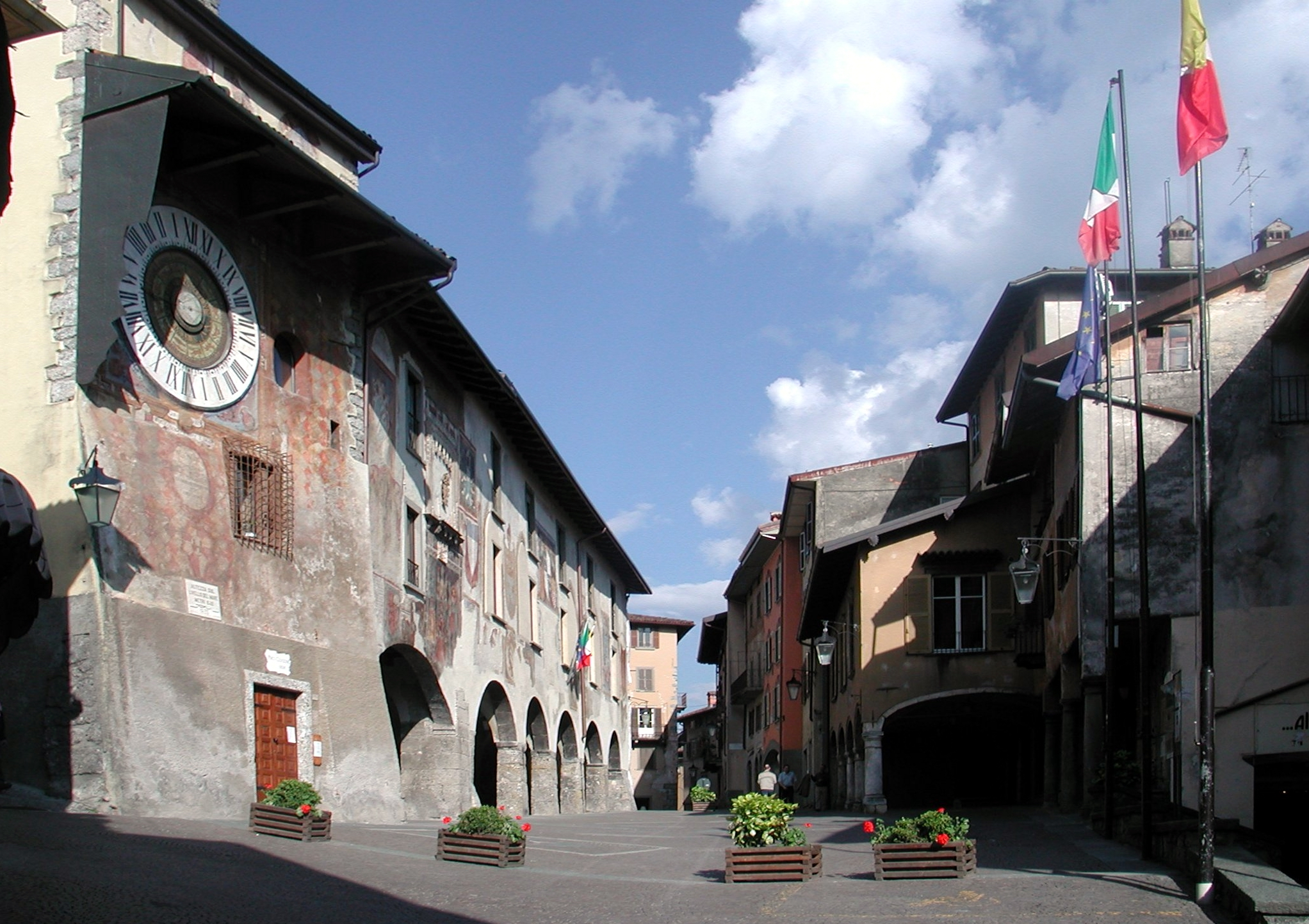
Piazza dell'Orologio

#### Palazzo Fogaccia
La costruzione ebbe inizio nel 1693 e terminò nel 1709 da un progetto dell'architetto Giovanni Battista Quadrio progettista anche della Fabbrica del Duomo di Milano, e realizzata dai capomastri Giovanni Maria e Antonio Trizzini di Lugano, con la direzione dell'architetto Lorenzo Bettera di Bergamo.
L'austerità della facciata esterna in muratura rustica contrasta con la ricercatezza degli interni; un labirinto di sale e corridoi riccamente affrescati e dipinti in stile neoclassico da Pompeo Mariani da Monza, e Francesco Paglia di Brescia, racchiudono quadri di Domenico Carpinoni e Antonio Cifrondi.
L'edificio ospita gli eredi della famiglia Fogaccia.

#### Palazzo Marinoni Barca

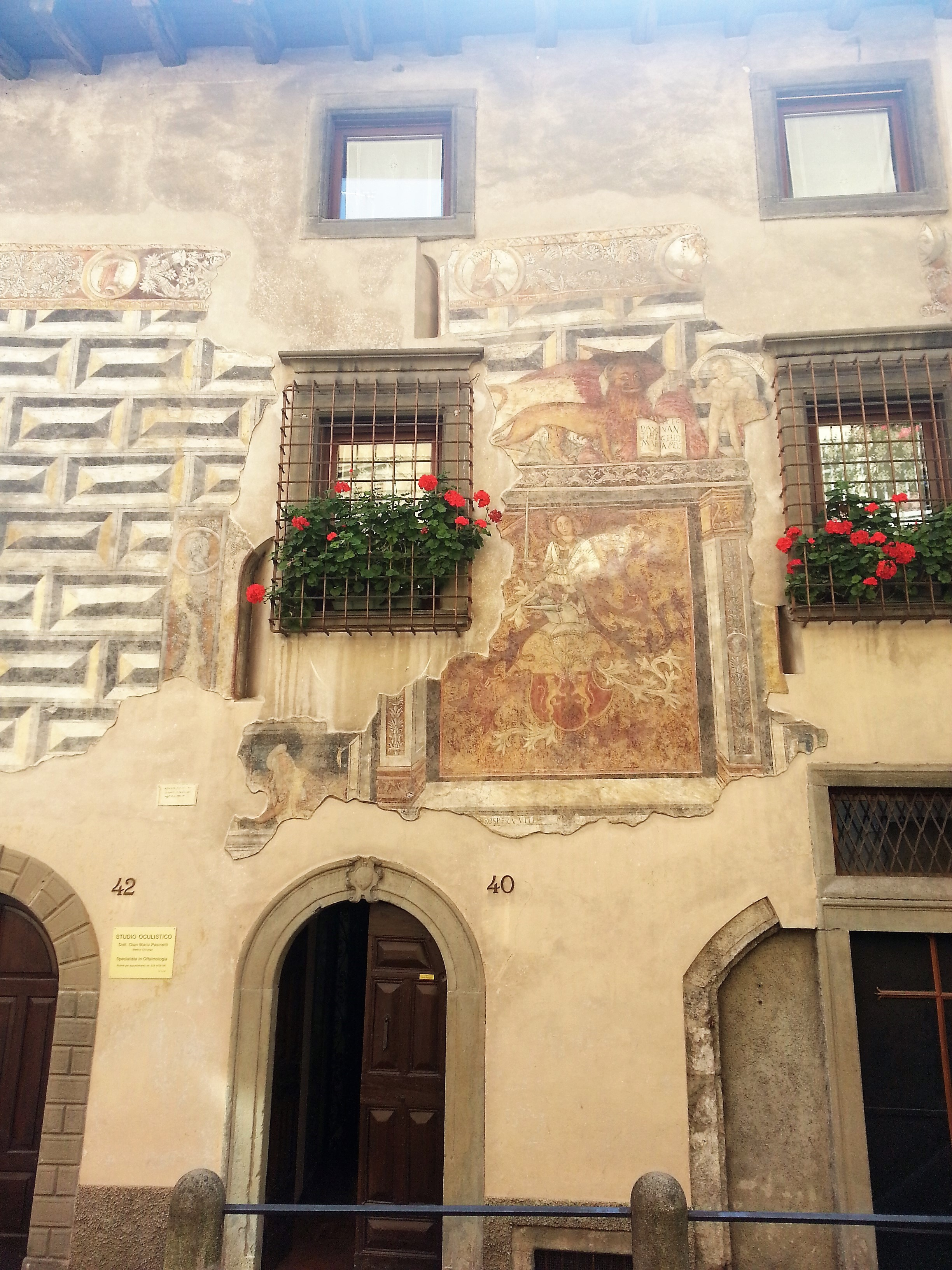
Palazzo Bonicelli della Vite

Abitato fin dal XVI secolo dalla famiglia Marinoni, a cui poi subentrò la famiglia Barca, il palazzo fu costruito su un fabbricato preesistente. La sua forma a "L" strutturata su tre piani, comprende su un lato una galleria lignea esterna, sull'altro una loggia incorporata con archi e colonne in pietra. Sul lato volto a sud vi sono locali a volta seminterrati, un tempo scuderie. Il portale a forma di arco di trionfo è l'ingresso al parco dove vi sono tre sequoie giganti secolari. L'interno conserva decorazioni pittoriche in alcune sue sale. Il palazzo ospita il Centro Comunale di Cultura, il Coro Idica, ma soprattutto il MAT - Museo Arte Tempo, che oltre a custodire opere d'arte di pittori clusonesi come il Querena, Trussardi Volpi e Nani, o danate dalle famiglia come i Sant'Andrea, espone anche rarissimi esemplari di meccanismi di orologi da torre di ogni epoca appartenenti alla Collezione Gorla affidata dalla Provincia di Bergamo. Nel 2008 in occasione del centenario della nascita di Giacomo Manzù il MAT vi ha allestito la mostra Giacomo Manzù. Gli anni di Clusone.

#### Palazzo Bonicelli della Vite
Edificato alla fine XV secolo, di proprietà private, fu una volta residenza dell'antica famiglia Bonicelli della Vite. Le affrescature decorative recuperate negli anni 1980-1981 sotto i consistenti intonaci seicenteschi, sono certamente testimonianza di un periodo di produzione culturale vivace per la cittadina clusonese.

#### Palazzo Carrara Spinelli Maffei
Il palazzo, proprietà privata, è stato il luogo nel quale la contessa Clara Maffei teneva importanti incontri in epoca risorgimentale.

## Società

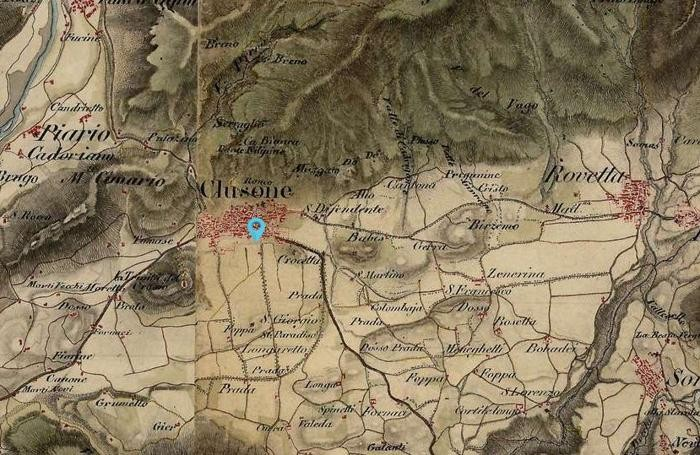
Clusone e dintorni negli anni 1820

### Evoluzione demografica
Abitanti censiti

### Etnie e minoranze straniere
Al 31 dicembre 2016 gli stranieri residenti nel comune di Clusone sono 560 e costituiscono il 6,5% della popolazione totale. Tra le nazionalità più rappresentate troviamo:
1. Marocco, 140
2. Serbia, 69
3. Romania, 62
4. Ucraina, 50
5. Senegal, 39

## Cultura

### Eventi
- Marzo: Rassegna corale Città di Clusone, organizzata dal Coro Idica[42], dal 1982.
- Carnevale clusonese: Tradizionale sfilata dei carri organizzata dal Pro Loco locale, dal 1952.
- 24 giugno: Festa del compatrono San Giovanni Battista.
- Giugno e luglio: Clusone Jazz Festival. Manifestazione dedicata alla musica jazz che si svolge nei mesi di giugno e luglio a Clusone e in altri comuni della provincia di Bergamo, Milano, Brescia e Savona. Il Clusone Jazz Festival è noto per l'alto profilo artistico e per la partecipazione delle più importanti formazioni Jazz europee e americane.[43], dal 1980 al 2016.
- Luglio: Motor Party Clusone. Manifestazione internazionale in ambito fuoristrada che si tiene tutti gli anni, organizzata dal Motoclub locale, denominato Mc80.[44]
- Luglio (Ultima domenica): La notte del millennio. Rievocazione storica durante la quale vengono rappresentati i principali avvenimenti della storia della città, per le vie del centro storico. Si tiene l'ultima domenica di luglio, dalle 4 alle 7 del mattino.[45], dal 1993.
- Settembre (Seconda domenica): Camminar con Gusto. Tradizionale camminata enogastronomica aperta a tutti lungo l'altopiano clusonese e i paesi limitrofi, dal 2003.
- Settembre: Fiera Zootecnica.

## Geografia antropica

### Urbanistica
Il principale nucleo abitativo, sviluppatosi ai piedi del monte Simer e stretto dal colle Crosio, ha avuto una notevole espansione, arrivando ad occupare parte della piana (detta Agher dal latino Ager=campo) destinata alle coltivazioni e spingendosi fino a creare una continuità abitativa con la frazione di Fiorine, posta nella parte più a valle dell'altopiano, ai margini della pineta condivisa con Piario. L'altopiano, specialmente nella parte meridionale (verso il gruppo montuoso del pizzo Formico), risulta invece essere scarsamente popolato, se non da cascine rurali e qualche unità industriale.

## Economia
Il paese ha ottenuto il riconoscimento Bandiera Arancione del Touring Club Italiano.

## Infrastrutture e trasporti

La stazione ferroviaria

La principale arteria stradale è la SS 671, che collega Clusone con i paesi della media e bassa val Seriana, e la sua diramazione SS 671 dir che percorre la val Borlezza fino a raggiungere Lovere.
È inoltre presente la strada provinciale 50, detta anche "della Senda", che collega la cittadina con i paesi posti lungo l'asta del Serio fino ad Ardesio.
La stazione di Clusone, attiva fra il 1911 e il 1967, rappresentava il capolinea settentrionale della ferrovia della Valle Seriana.
Inoltre è presente un eliporto utilizzato per il soccorso alpino e dalla Protezione civile.

## Amministrazione
| Periodo           | Periodo           | Primo cittadino      | Partito                           | Carica  | Note |
| ----------------- | ----------------- | -------------------- | --------------------------------- | ------- | ---- |
| 20 novembre 1994  | 29 novembre 1998  | Carlo Caffi          | Lega Nord                         | Sindaco |      |
| 30 novembre 1998  | 16 aprile 2000    | Carlo Caffi          | Lega Nord                         | Sindaco |      |
| 17 aprile 2000    | 13 aprile 2005    | Guido Giudici        | Lista civica                      | Sindaco |      |
| 14 aprile 2005    | 28 marzo 2010     | Guido Giudici        | Lista civica                      | Sindaco |      |
| 29 marzo 2010     | 31 maggio 2015    | Paolo Olini          | Il Popolo della Libertà-Lega Nord | Sindaco |      |
| 1º giugno 2015    | 22 settembre 2020 | Paolo Olini          | Il Popolo della Libertà-Lega Nord | Sindaco |      |
| 23 settembre 2020 | in carica         | Massimo Morstabilini | Lista civica Clusone al Massimo   | Sindaco |      |

### Gemellaggi
- Le Raincy, dal 1983[47]

Consiglio Comunale dei Ragazzi
È presente nel comune di Clusone anche un Consiglio Comunale dei Ragazzi, eletto dai ragazzi della scuola secondaria di primo grado, l’attuale sindaco è Simone Ongaro, in carica dal 27 ottobre 2024

## Sport

### Sci
Stazione sciistica specializzata nello sci nordico, Clusone ha ospitato alcune tappe della Coppa del Mondo di sci di fondo.

### Calcio
Storicamente, le due principali squadre di calcio della città sono state: l'U.S.D. Clusone 1944, nata nel 1944 con colori sociali celeste e bianco, che ha cessato la sua attività nel 2019, e l'A.C. Baradello Clusone, nata nel 1994, che ha cessato la sua attività nel 2021.
Nel 2021 si ha la nascita dell'Asd Città di Clusone, militante nel campionato di Seconda Categoria per la stagione 2023-2024.
Dal 2019 Clusone ospita il ritiro estivo dell'Atalanta Bergamasca Calcio.

### Pallacanestro
La società locale di pallacanestro, la Polisportiva Oratorio Clusone (abbreviata in POC), milita in vari campionati.